# نزوزي توكو
نزوزي توكو (بالفرنسية: Toko Nzuzi) لاعب كرة قدم كونغولي دولي مولود في 20 ديسمبر 1990 لعب سابقاً في نادي الفتح السعودي .

## روابط خارجية
- نزوزي توكو على موقع الاتحاد الدولي (مؤرشف)  (الإنجليزية)
- نزوزي توكو على موقع الاتحاد الأوربي (الإنجليزية)
- نزوزي توكو على موقع اتحاد تركيا (لاعب) (الإنجليزية)
- نزوزي توكو على موقع قاعدة بيانات كرة القدم.إي يو (الإنجليزية)
- نزوزي توكو على موقع ناشيونال فوتبول تيمز (الإنجليزية)
- نزوزي توكو على موقع Soccerbase.com (لاعب) (الإنجليزية)
- نزوزي توكو على موقع Soccerway.com (الإنجليزية)
- نزوزي توكو على موقع عالم كرة القدم.نت (الإنجليزية)